# بازی‌های آسیایی داخل سالن و هنرهای رزمی ۲۰۱۷

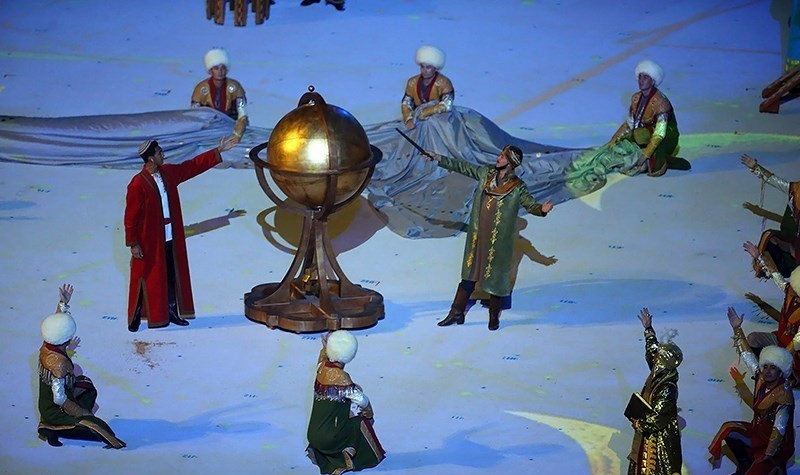
مراسم افتتاحیه

بازی‌های آسیایی داخل سالن و هنرهای رزمی ۲۰۱۷ دومین دوره بازی‌های آسیایی داخل سالن و هنرهای رزمی (در مجموع پنجمین دوره) است که در ماه سپتامبر سال ۲۰۱۷ در عشق‌آباد ترکمنستان برگزار می‌شود. دوره بعدی این بازی‌ها برای سال ۲۰۲۱ در تایلند برنامه‌ریزی شده بود ولی به ماه نوامبر سال ۲۰۲۳ موکول شد.

## ورزش‌ها
در مجموع ۲۱ رشته ورزشی برای بازی‌های داخل سالن و هنرهای رزمی حضور دارند: هفت ورزش المپیک (بسکتبال ۳ به ۳، دوچرخه سواری، تکواندو، تنیس، وزنه‌برداری و کشتی)، چهار ورزش المپیک فقط در قالب‌های غیر المپیکی (دو و میدانی، سوارکاری، فوتبال، شنا) و یازده ورزش غیر المپیکی (بولینگ، شطرنج، کیو اسپرت، رقص اسپرت، جوجیتسو، کیک بوکسینگ، کوراش، موی تای، سامبو، کشتی با کمربند و کشتی سنتی).
1. بسکتبال ۳ نفره (۲) (جزئیات)
2. دو و میدانی داخل سالن (۲۶) (جزئیات)
3. بولینگ (۶) (جزئیات)
4. شطرنج (۱۰) (جزئیات)
5. دوچرخه‌سواری پیست (۱۰) (جزئیات)
6. بیلیارد (۱۳) (جزئیات)
7. رقص ورزشی (۱۱) (جزئیات)

- سوارکاری (۳) (جزئیات)
- فوتسال (۲) (جزئیات)
- جوجیتسو (۲۵) (جزئیات)
- کیک‌بوکسینگ (۱۵) (جزئیات)
- کوراش (۱۵) (جزئیات)
- موای تای (۱۴) (جزئیات)
- سامبو (۲۳) (جزئیات)
- شنا مسافت کوتاه (۳۰) (جزئیات)
- تکواندو (۱۸) (جزئیات)

1. تنیس (۵) (جزئیات)

- وزنه‌برداری (۱۶) (جزئیات)
- کشتی (۲۲) (جزئیات)
- کشتی با کمربند (۵۸) (جزئیات)
- کشتی سنتی (۲۶) (جزئیات)

ورزش نمایشی
- Esports (۴) (جزئیات)

## دسته‌بندی ورزش‌ها
برای اولین بار در این بازی‌ها اجازه داده شد تا هر کشور دو ورزشکار در هر وزن در ورزش‌های رزمی و کشتی شرکت دهد. این سبب شد کشور میزبان با ۵۰۰ ورزشکار شانس‌های بیشتری برای کسب مدال داشته باشد. ۲۲۶ طلا از ۳۴۸ طلای این بازی‌ها (۶۵ درصد کل مدال‌ها) در ورزش‌های رزمی و کشتی و کشتی‌های سنتی بود که در تاریخ این بازی‌ها و بازی‌های آسیایی بی‌سابقه بود.

### ورزش‌های رزمی
در ۶ ورزش رزمی ۱۱۰ طلا توزیع شد.
1. کوراش ۱۵ طلا
2. کیک بوکسینگ ۱۵ طلا
3. تکواندو ۱۸ طلا
4. موی تای ۱۴ طلا
5. جوجیتسو ۲۵ طلا
6. سامبو ۲۳ طلا

### کشتی
نکته بارز این بازی‌ها تعداد زیاد کشتی‌های سنتی بود. کشور میزبان برای قرار گرفتن در رده اول مدال‌ها تعداد زیادی از رویدادهای کشتی را برگزار کرد. در مجموع ۶ رشته کشتی برگزار شد. کشتی‌های سنتی با کمربند در ۴ رشته آلیش و کشتی با کمربند و کشتی قزاقی و کشتی پهلوانی با ۵۸ طلا، کشتی سنتی ترکمنی با ۲۶ طلا، کشتی آزاد و فرنگی با ۲۲ طلا در این بازی‌ها برگزار شد.
1. آلیش ۲۴ طلا
2. کشتی با کمربند ۲۸ طلا
3. کشتی قزاقی ۳ طلا
4. کشتی پهلوانی ۳ طلا
5. کشتی ترکمنی ۲۶ طلا
6. کشتی آزاد و فرنگی ۲۲ طلا

۵۸ + ۲۶ + ۲۲ = ۱۰۶ طلا. از مجموع ۳۴۸ طلای توزیع شده، ۱۰۶ طلا در کشتی بود.

## موفقیت میزبان
ترکمنستان که تا پیش از این بازی‌ها موفقیت خاصی در ورزش آسیا نداشت به لطف برگزاری مسابقات کشتی سنتی و ورزش‌های رزمی و حضور پرتعداد (دو نفر در هر وزن) موفق به کسب مقام اول بازی‌ها شد. مدال‌های آن در رشته‌های زیر به دست آمد:
1. آلیش ۱۶ طلا ۹ نقره ۱۱ برنز مجموع ۳۶ مدال (۱۳ طلا ۸ نقره ۱۱ برنز مجموع ۳۲ مدال - به دلیل دوپینگ کاهش یافت) از مجموع ۲۴ طلا
2. کشتی با کمربند ۲۲ طلا ۱۲ نقره ۸ برنز مجموع ۴۲ مدال (۱۸ طلا ۱۱ نقره ۷ برنز مجموع ۳۶ مدال - به دلیل دوپینگ کاهش یافت) از مجموع ۲۸ طلا
3. کشتی قزاقی ۱ طلا ۱ نقره ۲ برنز مجموع ۴ مدال از مجموع ۳ طلا
4. کشتی پهلوانی ۱ نقره و ۲ برنز مجموع ۳ مدال از مجموع ۳ طلا
5. کشتی ترکمنی ۲۳ طلا ۱۴ نقره ۹ برنز مجموع ۴۶ مدال (۱۶ طلا ۱۳ نقره ۹ برنز مجموع ۳۸ مدال - به دلیل دوپینگ کاهش یافت) از مجموع ۲۶ طلا
6. کشتی آزاد و فرنگی ۳ نقره و ۴ برنز مجموع ۷ مدال از مجموع ۲۲ طلا

ترکمنستان در مجموع از ۱۰۶ طلا در شش رشته کشتی موفق به کسب ۶۲ طلا ۴۰ نقره ۳۶ برنز و مجموع ۱۳۸ مدال شد که بر اثر مثبت شدن دوپینگ برخی ورزشکارانش به ۴۸ طلا ۳۷ نقره ۳۵ برنز مجموع ۱۲۰ مدال کاهش یافت.
- کاهش‌ها بدون درنظر گرفتن تخصیص مجدد است.

بقیه مدال‌های میزبان در رشته‌های زیر به دست آمد:
1. سامبو ۲۳ مدال
2. کوراش ۲۰ مدال
3. جوجیتسو ۱۹ مدال
4. کیک بوکس ۱۳ مدال (۱۴ مدال بود یک مدال به علت دوپینگ کم شد)
5. موی تای ۱۱ مدال

مجموع ۸۶ مدال در ۵ ورزش رزمی
1. بیلیارد ۷ مدال
2. وزنه‌برداری ۶ مدال
3. شطرنج ۳ مدال
4. سوارکاری ۱ مدال
5. حرکات نمایشی ۱ مدال
6. دوومیدانی ۱ مدال
7. بسکتبال ۱ مدال

در رشته‌های زیر موفق به کسب مدال نشدند:
1. بولینگ
2. فوتسال
3. شنا
4. تکواندو
5. تنیس
6. دوچرخه سواری
7. بازی کامپیوتری (نمایشی بود)

در مجموع ترکمنستان به صورت زیر موفق شد:
1. ورزش‌های کشتی: ۱۲۰ مدال
2. ورزش‌های رزمی: ۸۶ مدال
3. باقی ورزش‌ها: ۲۰ مدال

در مجموع ۲۲۶ مدال کسب کرد (البته ۲۴۵ مدال بود که ۱۹ مدال به علت دوپینگ کسر شد).

## تقویم
| OC | مراسم افتتاحیه | ● | مسابقه‌های رویدادی | 1 | رویدادهای پایانی | CC | مراسم اختتامیه |

| سپتامبر ۲۰۱۷          | سپتامبر ۲۰۱۷          | ۱۶م شنبه | ۱۷م یکشنبه | ۱۸م دوشنبه | ۱۹م سه‌شنبه | ۲۰م چهارشنبه | ۲۱م پنجشنبه | ۲۲م آدینه | ۲۳م شنبه | ۲۴م یکشنبه | ۲۵م دوشنبه | ۲۶م سه‌شنبه | ۲۷م چهارشنبه | مدال‌های طلا |
| --------------------- | --------------------- | -------- | ---------- | ---------- | ---------- | ------------ | ----------- | --------- | -------- | ---------- | ---------- | ---------- | ------------ | ----------- |
| مراسم                 | مراسم                 |          | OC         |            |            |              |             |           |          |            |            |            | CC           |             |
|                       |                       |          |            |            |            |              |             |           |          |            |            |            |              |             |
| بسکتبال               | بسکتبال               |          |            |            | ●          | ●            | ●           | ●         | ●        | ۲          |            |            |              | ۲           |
| کشتی با کمربند        | Alysh                 |          |            |            |            |              |             | ۱۲        | ۱۲       |            |            |            |              | ۲۴          |
| کشتی با کمربند        | Belt wrestling        |          |            |            | ۱۴         | ۱۴           |             |           |          |            |            |            |              | ۲۸          |
| کشتی با کمربند        | Kazakh kuresi         |          |            |            |            |              | ۳           |           |          |            |            |            |              | ۳           |
| کشتی با کمربند        | کشتی پهلوانی          |          |            |            |            |              | ۳           |           |          |            |            |            |              | ۳           |
| بولینگ                | بولینگ                |          |            |            |            |              | ۱           | ۱         | ۱        | ۱          | ●          | ●          | ۲            | ۶           |
| شطرنج                 | شطرنج                 |          |            |            |            |              | ●           | ●         | ●        | ۲          | ●          | ۴          | ۴            | ۱۰          |
| Cue sports            | Cue sports            |          |            |            | ●          | ۱            | ۱           | ۳         | ۱        | ۲          | ۲          | ۳          |              | ۱۳          |
| Dancesport            | Dancesport            |          |            |            |            |              |             |           |          |            | ۶          | ۵          |              | ۱۱          |
| Equestrian            | Equestrian            |          |            |            |            |              | ۲           |           | ۱        |            |            |            |              | ۳           |
| فوتسال                | فوتسال                | ●        | ●          | ●          | ●          | ●            | ●           |           | ●        | ●          | ۱          | ۱          |              | ۲           |
| Indoor athletics      | Indoor athletics      |          |            | ۸          | ۸          | ۹            |             |           |          |            |            |            |              | ۲۵          |
| جوجیتسو               | جوجیتسو               | ۱۰       |            | ۷          | ۸          |              |             |           |          |            |            |            |              | ۲۵          |
| کیک‌بوکسینگ            | کیک‌بوکسینگ            |          |            |            |            |              |             |           | ●        | ۲          | ۶          | ۷          |              | ۱۵          |
| Kurash                | Kurash                |          |            |            |            | ۳            | ۶           | ۶         |          |            |            |            |              | ۱۵          |
| Muaythai              | Muaythai              |          | ●          | ●          | ●          | ●            | ۱۴          |           |          |            |            |            |              | ۱۴          |
| Sambo                 | Sambo                 |          |            |            |            |              |             |           |          | ۹          | ۷          | ۷          |              | ۲۳          |
| Short course swimming | Short course swimming |          |            |            |            |              |             | ۸         | ۷        | ۸          | ۷          |            |              | ۳۰          |
| تکواندو               | تکواندو               |          |            | ۳          | ۴          | ۴            | ۳           | ۴         |          |            |            |            |              | ۱۸          |
| تنیس                  | تنیس                  |          | ●          | ●          | ●          | ●            | ●           | ●         | ●        | ●          | ۱          | ۳          | ۱            | ۵           |
| Track cycling         | Track cycling         |          |            | ۱          | ●          | ۱            | ۱           | ۳         | ۳        |            |            |            |              | ۹           |
| کشتی ترکمنی           | کشتی ترکمنی           | ۱۳       |            | ۱۳         |            |              |             |           |          |            |            |            |              | ۲۶          |
| وزنه‌برداری            | وزنه‌برداری            |          |            | ۲          | ۲          | ۲            | ۲           | ۲         | ۲        | ۲          | ۲          |            |              | ۱۶          |
| کشتی                  | کشتی                  |          |            |            |            |              |             |           |          | ۶          | ۸          | ۸          |              | ۲۲          |
| مجموع مدال‌های طلا     | مجموع مدال‌های طلا     | ۲۳       | ۰          | ۳۴         | ۳۶         | ۳۴           | ۳۶          | ۳۹        | ۲۷       | ۳۴         | ۴۰         | ۳۸         | ۷            | ۳۴۸         |
| سپتامبر ۲۰۱۷          | سپتامبر ۲۰۱۷          | ۱۶م شنبه | ۱۷م یکشنبه | ۱۸م دوشنبه | ۱۹م سه‌شنبه | ۲۰م چهارشنبه | ۲۱م پنجشنبه | ۲۲م آدینه | ۲۳م شنبه | ۲۴م یکشنبه | ۲۵م دوشنبه | ۲۶م سه‌شنبه | ۲۷م چهارشنبه | مدال‌های طلا |
| Esports               | Esports               |          |            |            |            |              |             |           |          |            | ●          | ۲          | ۲            | ۴           |

## کشورهای شرکت‌کننده
| کشورهای عضو کمیتهٔ المپیک آسیا - افغانستان (۱۵۸) - بحرین (۱۱) - بنگلادش (۱۲) - بوتان (۹) - برونئی (۱) - کامبوج (۲) - چین (۱۹۸) - چین تایپه (۹۹) - هنگ کنگ (۱۱۴) - هند (۲۱۱) - اندونزی (۹۹) - ورزشکاران مستقل المپیک - ایران (۲۲۶) - عراق (۵۲) - ژاپن (۶۰) - اردن (۱۱۵) - قزاقستان (۱۸۵) - قرقیزستان (۱۸۲) - لائوس (۷) - لبنان (۶۸) - ماکائو (۳۶) - مالزی (۱۳) - مالدیو (۳۸) - مغولستان (۷۱) - میانمار (۱) - نپال (۱۸) - کره شمالی (۱) - عمان (۵) - پاکستان (۱۰۷) - فلسطین (۲۸) - فیلیپین (۱۲۱) - قطر (۴۹) - تیم پناهندگان (5) - عربستان سعودی (۵۵) - سنگاپور (۱۲) - کره جنوبی (۷۱) - سری‌لانکا (۲۱) - سوریه (۳۵) - تاجیکستان (۱۳۶) - تایلند (۲۴۶) - تیمور شرقی (۱) - ترکمنستان (۴۹۳) (میزبان) - امارات متحده عربی (۶۱) - ازبکستان (۲۱۲) - ویتنام (۱۰۵) - یمن (۶) |
| کشورهای عضو کمیتهٔ المپیک اقیانوسیه - ساموآی آمریکا (۷) - استرالیا (۱۸) - جزایر کوک (۱۱) - ایالات فدرال میکرونزی (۱۱) - فیجی (۲۸) - تاهیتی (۲۳) - گوآم (۳۴) - کیریباتی (۱۳) - جزایر مارشال (۱۰) - نائورو (۱۲) - کالدونیای جدید (۲) - نیوزیلند - پالائو (۱۰) - پاپوآ گینه نو (۱۰) - ساموآ (۱۶) - جزایر سلیمان (۱۹) - تونگا (۱۰) - تووالو (۸) - وانواتو (۱۴) |

## جدول مدال‌ها

### دوپینگ ۲۰۲۰ و ۲۰۲۲
در سال ۲۰۲۰ به علت دوپینگ تغییراتی در جدول مدال‌ها رخ داد. ترکمنستان ۷ طلا، ۵ نقره و ۱ برنز و در مجموع ۱۳ مدال خود را از دست داد. مدال‌های دوپینگی بین بقیه نفرات بعدی توزیع و ۹ کشور دچار تغییر شدند. در سال ۲۰۲۲ موارد جدید دوپینگ اعلام شد و ترکمنستان ۶ طلای دیگرش را از دست داد.

### جدول
| رتبه  | کشور                         | طلا | نقره | برنز | مجموع |
| 1     | ترکمنستان (TKM)              | ۷۷  | ۶۴   | ۸۵   | ۲۲۶   |
| 2     | چین (CHN)                    | ۴۲  | ۳۴   | ۲۱   | ۹۷    |
| 3     | ایران (IRI)                  | ۳۷  | ۲۵   | ۶۰   | ۱۲۲   |
| 4     | ازبکستان (UZB)               | ۲۹  | ۳۵   | ۷۲   | ۱۳۶   |
| 5     | قزاقستان (KAZ)               | ۳۰  | ۲۷   | ۴۱   | ۹۸    |
| 6     | تایلند (THA)                 | ۲۱  | ۲۰   | ۲۹   | ۷۰    |
| 7     | کره جنوبی (KOR)              | ۱۵  | ۱۱   | ۱۵   | ۴۱    |
| 8     | قرقیزستان (KGZ)              | ۱۶  | ۱۸   | ۳۸   | ۷۲    |
| 9     | ویتنام (VIE)                 | ۱۳  | ۸    | ۱۹   | ۴۰    |
| 10    | هنگ کنگ (HKG)                | ۱۰  | ۱۱   | ۱۴   | ۳۵    |
| 11    | هند (IND)                    | ۹   | ۱۲   | ۲۰   | ۴۱    |
| 12    | چین تایپه (TPE)              | ۹   | ۷    | ۱۲   | ۲۸    |
| 13    | مغولستان (MGL)               | ۵   | ۱۱   | ۱۴   | ۳۰    |
| 14    | امارات متحده عربی (UAE)      | ۵   | ۴    | ۸    | ۱۷    |
| 15    | تاجیکستان (TJK)              | ۴   | ۱۴   | ۳۵   | ۵۳    |
| 16    | قطر (QAT)                    | ۴   | ۴    | ۳    | ۱۱    |
| 17    | عراق (IRQ)                   | ۴   | ۳    | ۶    | ۱۳    |
| 18    | عربستان سعودی (KSA)          | ۳   | ۵    | ۲    | ۱۰    |
| 19    | فیلیپین (PHI)                | ۲   | ۱۴   | ۱۴   | ۳۰    |
| 20    | ژاپن (JPN)                   | ۲   | ۵    | ۱۰   | ۱۷    |
| 21    | اندونزی (INA)                | ۲   | ۵    | ۱۳   | ۲۰    |
| 22    | پاکستان (PAK)                | ۲   | ۴    | ۱۵   | ۲۱    |
| 23    | بحرین (BRN)                  | ۲   | ۰    | ۰    | ۲     |
| 24    | اردن (JOR)                   | ۱   | ۲    | ۱۴   | ۱۷    |
| 25    | سری‌لانکا (SRI)               | ۱   | ۲    | ۱    | ۴     |
| 26    | افغانستان (AFG)              | ۱   | ۱    | ۱۲   | ۱۴    |
| 27    | فیجی (FIJ)                   | ۱   | ۱    | ۰    | ۲     |
| 28    | سوریه (SYR)                  | ۱   | ۰    | ۵    | ۶     |
| 29    | مالزی (MAS)                  | ۰   | ۱    | ۰    | ۱     |
| 29    | جزایر مارشال (MHL)           | ۰   | ۱    | ۰    | ۱     |
| 31    | لبنان (LBN)                  | ۰   | ۰    | ۴    | ۴     |
| 32    | استرالیا (AUS)               | ۰   | ۰    | ۲    | ۲     |
| 33    | ورزشکاران مستقل المپیک (IOA) | ۰   | ۰    | ۱    | ۱     |
| 33    | ماکائو (MAC)                 | ۰   | ۰    | ۱    | ۱     |
| 33    | ساموآ (SAM)                  | ۰   | ۰    | ۱    | ۱     |
| 33    | سنگاپور (SGP)                | ۰   | ۰    | ۱    | ۱     |
| مجموع | مجموع                        | ۳۴۸ | ۳۴۹  | ۵۸۸  | ۱٬۲۸۵ |

## تغییرات مدالی در اثر دوپینگ
https://en.wikipedia.org/wiki/2017_Asian_Indoor_and_Martial_Arts_Games#Doping
| NOC             | Gold | Silver | Bronze | Total |
| --------------- | ---- | ------ | ------ | ----- |
| ترکمنستان (TKM) | −۱۲  | −۶     | −۱     | −۱۹   |
| ازبکستان (UZB)  | +۵   | +۲     | −۲     | +۵    |
| ایران (IRI)     | +۱   | +۲     | +۱     | +۴    |
| قرقیزستان (KGZ) | +۳   | –۲     | +۱     | +۲    |
| تاجیکستان (TJK) | +۱   | ۰      | +۱     | +۲    |
| چین (CHN)       | ۰    | +۲     | −۲     | ۰     |
| قزاقستان (KAZ)  | +۲   | −۱     | +۱     | +۲    |
| مغولستان (MGL)  | ۰    | +۱     | −۱     | ۰     |
| افغانستان (AFG) | ۰    | ۰      | +۲     | +۲    |
| پاکستان (PAK)   | ۰    | +۱     | −۱     | ۰     |
| هند (IND)       | ۰    | ۰      | +۱     | +۱    |
| اندونزی (INA)   | ۰    | +۱     | -۱     | ۰     |
| بحرین (BHR)     | ۰    | ۰      | -۱     | -۱    |

### ۲۰۲۰
در ۱۰ ماده زیر نتایج تغییر کرد:
1. آلیش ۶۵ آزاد زنان: طلا و نقره از ترکمن گرفته، برنز ایران به طلا تبدیل و ازبک و قرقیز که چهارم و پنجم شده بودند، نقره و برنز گرفتند.
2. آلیش ۶۵ کلاسیک زنان: طلا از ترکمن گرفته، نقره ازبک به طلا تبدیل، برنز ایران به نقره تبدیل و چهارمی ازبک هم یک برنز جدید گرفت.
3. کشتی با کمربند ۶۵ آزاد زنان: طلا و نقره از ترکمن گرفته شد. برنز قرقیز که به قهرمان باخته بود به طلا، برنز ازبک که به نایب قهرمان باخته بود به نقره تبدیل شد. دو ورزشکار دیگر قرقیز و ازبک که پنجم مشترک شده بودند برنز مشترک گرفتند.
4. کشتی با کمربند ۶۵ کلاسیک زنان: طلا و برنز از ترکمن گرفته شد. نقره ازبک به طلا، برنز ازبک به نقره، تبدیل شد. ایران و قرقیز که پنجم مشترک شده بودند برنز مشترک گرفتند.
5. کشتی ترکمنی ۶۳ آزاد زنان: طلا و نقره از ترکمن گرفته شد. برنز ازبک به طلا تبدیل شد و نفرات چهارم و پنجم که ازبک و ایرانی بودند نقره و برنز گرفتند.
6. کشتی ترکمنی ۶۳ کلاسیک زنان: طلای ترکمن گرفته شد. نقره ازبک به طلا تبدیل شد. برنز ازبک که به دوپینگی باخته بود نقره شد و ایران که پنجم بود برنز گرفت.
7. کشتی ترکمنی +۱۰۰ آزاد مردان: طلا از ترکمن گرفته شد. طلا به نماینده دوم ترکمن رسید. برنز مغول به نقره تبدیل شد و ایرانی که در یک چهارم به دوپینگی باخته بود برنز گرفت.
8. کشتی ترکمنی +۱۰۰ کلاسیک مردان: طلا از ترکمن گرفته شد. طلا به نماینده دوم ترکمن رسید. برنز تاجیک به نقره تبدیل شد و تاجیکی که در یک چهارم به دوپینگی باخته بود برنز گرفت.
9. کیک بوکس لوکیک ۶۳٫۵ مردان: طلا از ترکمن گرفته شد و نقره قرقیز به طلا تبدیل شد. برنز چین به نقره و پنجمی افغان که در یک چهارم به دوپینگی باخته بود به برنز تبدیل شد.
10. اسپورت سامبو ۸۲ مردان: طلا از قرقیز گرفته شد و نقره تاجیک به طلا تبدیل شد. برنز قزاق به نقره و پنجمی ازبک که در یک چهارم به دوپینگی باخته بود به برنز تبدیل شد.

### تغییرات مدالی ایران
1. آلیش ۶۵ آزاد زنان: برنز لیلا سالاروند به طلا تبدیل شد.
2. آلیش ۶۵ کلاسیک زنان: برنز سحر غنی‌زاده به نقره تبدیل شد.
3. کشتی با کمربند ۶۵ کلاسیک زنان: پنجمی سحر غنی‌زاده به برنز تبدیل شد. (مدال جدید) / با توجه به حذف دو ترکمن فقط ۴ نفر در جدول می‌مانند
4. کشتی ترکمنی ۶۳ آزاد زنان: پنجمی لیلا سالاروند به برنز تبدیل شد. (مدال جدید) / با توجه به حذف دو ترکمن فقط ۳ نفر در جدول می‌مانند
5. کشتی ترکمنی ۶۳ کلاسیک زنان: پنجمی سحر غنی‌زاده به برنز تبدیل شد. (مدال جدید) / با توجه به حذف دو ترکمن فقط ۴ نفر در جدول می‌مانند
6. کشتی ترکمنی +۱۰۰ آزاد مردان: پنجمی عبدالواحد محمدی به برنز تبدیل شد. (مدال جدید) / در یک چهارم نهایی به دوپینگی باخت

### ۲۰۲۲
در ۷ ماده دیگر هم نتایج تغییر کرد:
Nasiba Surkiýewa از ترکمنستان در کشتی‌های سنتی دوپینگش مثبت شد و ۵ طلای خود را از دست داد.
Alysh 1st place, gold medalist(s) (Women's freestyle 75 kg)
۱- ترکمن ۲- ترکمن ۳- ایران و اندونزی --- ۱- ترکمن ۲- ایران ۳- اندونزی
Belt wrestling 1st place, gold medalist(s) (Women's freestyle 70 kg)
۱- ترکمن ۲- قزاق ۳- ایران و پاکستان --- ۱- قزاق ۲- پاکستان ۳- ایران و هند
1st place, gold medalist(s) (Women's classic style 70 kg)
۱- ترکمن ۲- قزاق ۳- قرقیزستان و پاکستان --- ۱- قزاق ۲- قرقیز ۳- تاجیک و پاکستان
Turkmen goresh 1st place, gold medalist(s) (Women's freestyle 70 kg)
۱- ترکمن ۲- ازبک ۳- ترکمن و اندونزی --- ۱- ازبک ۲- اندونزی ۳- ترکمن
1st place, gold medalist(s) (Women's classic style 70 kg)
۱- ترکمن ۲- قرقیز ۳- ترکمن و ازبک --- ۱- قرقیز ۲- ازبک ۳- ترکمن و تاجیک
Muhammet Altybaýew از ترکمنستان در کیک بوکسینگ دوپینگش مثبت شد و ۱ طلای خود را از دست داد.
Kickboxing 1st place, gold medalist(s) (Men's low kick 63.5 kg)
۱- ترکمن ۲- قرقیز ۳- ایران و چین --- ۱- قرقیز ۲- چین ۳- ایران و قزاق
در جوجیتسو ۷۷ کیلوگرم نه وازا مردان ( Ju-jitsu  3rd place, bronze medalist(s) (Men's ne-waza 77 kg)) برنز از احمد منصور شهیب بحرینی (Ahmed Mansoor Shebeeb) گرفته شد و به قزاقستان رسید.